# Tavčarjeva ulica, Novo mesto
Tavčarjeva ulica je (bilo) ime dveh ulic v Novem mestu, poimenovanih po odvetniku, pisatelju in politiku Ivanu Tavčarju. 

## Bivša ulica
Prva Tavčarjeva ulica v Novem mestu je obstajala leti 1930 in 1955; potekala je po stari cesti Novo mesto – Ljubljana, čez današnji Kettejev drevored.

## Trenutna ulica
Leta 1972 so ponovno poimenovali Tavčarjevo ulico; slednja ima tri hišne številke in poteka po Recljevem hribu ter je nadaljevanje Ulice Marjana Kozine.